# Francis John Welsh Whipple
Francis John Welsh Whipple (17 de março de 1876 – 25 de setembro de 1943) foi um matemático e meteorologista inglês. De 1925 a 1939 foi superintendente do Observatório do Rei.

## Biografia
Whipple requentou a Merchant Taylors' School, Northwood e obteve uma bolsa de estudos do Trinity College (Cambridge) em 1895; foi segundo Wrangler no Mathematical Tripos de 1897.
Em 1899 mostrou que bicicletas podem ser auto-estáveis.
De 1899 a 1912 foi Assistant Master da Merchant Taylors' School, e trabalhou no departamento de meteorologia de 1912 a 1925. Foi presidente da Royal Meteorological Society de 1936 a 1937.